# Лазар Јарамазовић
Лазар Јарамазовић (Суботица, 28. октобар 1947) je мачевалачки тренер и бивши такмичар у мачевању, дисциплина сабља, државни репрезентативац.

## Биографија
Син Ивана и Маре р. Бајић. Радио је као електроничар и електромеханичар у Сигми из Суботице. Мачевањем се бави од 1963. године, а тренирао га је Еуген Јакобчић. За репрезентацију је наступао од 1966. до 1982. године. Учесник СП 1975, балканских првенстава 1981, 1978. и 1979. године, где је бронзу освојио у сениорској конкуренцији. Натецао се на Медитеранским играма у Сплиту 1979, заједно са својим учеником Радомиром Дрндарским. Јарамазовић је добио почаст носити олимпијски пламен за ОИ у Минхену док је пролазио кроз Суботицу.
Од 1967. до 1981. освајао је медаље на државним првенствима. Неколико је пута био државни првак. Током 1970-их тренирао је и млађе категорије, које су освајале наслове државног првака. Такмичарску каријеру окончао је 1986. године, наступом у Купу еуропских првака, након чега се у потпуности посветио тренерском послу. Био и тренер мачевалачког клуба Спартака из Суботице, с којим је освојио наслове првака 1985. (као такмичар и тренер) и 1987. године. С њиме је екипа у сабљи МК Спартак у саставу Радомир Дрндарски, Золтан Коларик, Владимир Брајков и Бранислав Накић освојила наслов првака.
Покушао је организовати mодерни петобој у Суботици 1989, но није му успело јер је тај спорт искључен из програма с ОИ 1992. Након прекида рада клуба од 1991, клуб је поново успостављен под Јарамазовићевим вођством 2011. године. Премда је клуб без властитих простора и слабе финанцијске потпоре, успео је постићи резултате. Уз сопствено финанцирање и помоћ родитеља такмичара, његови су ученици постигли запажене резултате у млаћим и сениорским категоријама (Марко Кљајић, Лука Тиквицки).
Од 2010. до 2011. тренирао је мачевалачку репрезентацију Србије. Бави се и спортским риболовом.
Добитник је више награда и признања:
- Спортиста града Суботице 1972, 1973. и 1974.
- Спортиста града СЏ Спартак Суботица
- Златне плакете суботичког Спартака, СОФК-е, Мачевалачког савеза Југославије, града Суботице